# Ononis variegata
Ononis variegata — вид рослин родини бобові (Fabaceae). Етимологія: лат. variegata — «різноманітний».

## Опис
Однорічна сланка рослина до 40 см заввишки, розгалужена біля основи. Листочки 2–17 × 2–7 мм, різко зубчасті, голі або злегка запушено-залозисті. Віночок 10–15 мм, жовтий. Плоди 8–11 мм, овальні, злегка запушені у верхній половині, з численним насінням. Насіння 1,5–1,6 мм, ниркоподібні, червонувато-коричневого кольору. Квітне з квітня по червень.

## Поширення
Поширення: Північна Африка: Алжир; Єгипет; Лівія; Марокко; Туніс. Західна Азія: Кіпр; Ізраїль; Ліван; Сирія [захід]; Туреччина. Південна Європа: Албанія; Греція [вкл. Крит]; Італія [вкл. Сардинія, Сицилія]; Франція — Корсика; Португалія; Гібралтар; Іспанія [вкл. Канарські острови]. Росте у прибережних пісках і дюнах, прибережні соснові ліси, і т. д. 0-50 м.

## Галерея

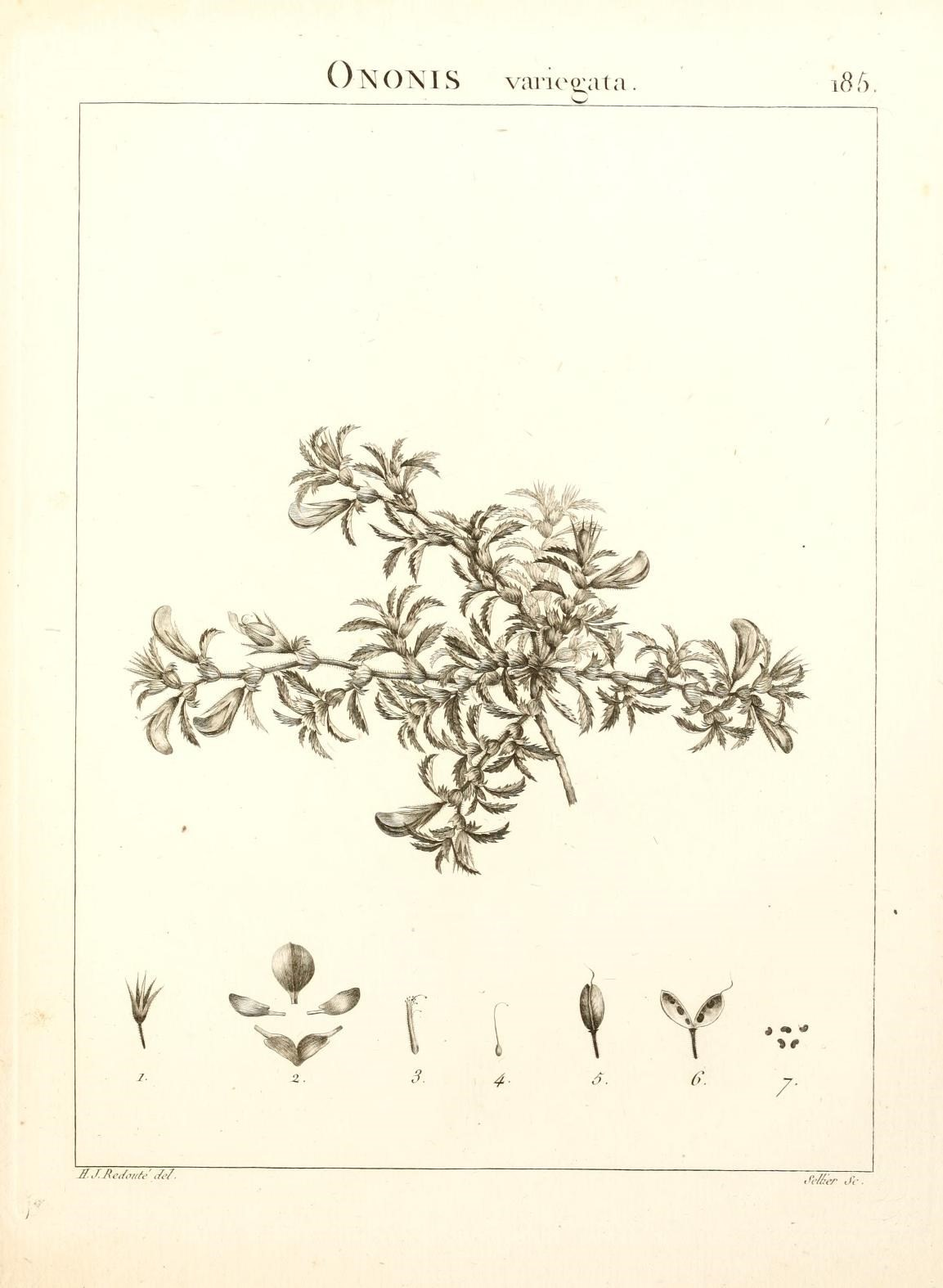